# Фудзии, Такуро
Такуро Фудзии (яп. 藤井 拓郎 Фудзии Такуро, р.21 апреля 1985) — японский пловец, призёр Олимпийских игр и чемпионата мира.
Родился в 1985 году в Каватинагано. В 2008 году стал бронзовым призёром Олимпийских игр в Пекине. В 2010 году стал бронзовым призёром Азиатских игр, а также серебряным и бронзовым призёром Транстихоокеанского чемпионата. В 2012 году завоевал бронзовую медаль Олимпийских игр в Лондоне. В 2013 году стал обладателем бронзовой медали чемпионата мира. В 2014 году стал серебряным призёром Азиатских игр.